# Tučenik
Tučenik is een plaats in de gemeente Gradec in de Kroatische provincie Zagreb. De plaats telt 122 inwoners (2001).